# Teatro Olympia de Dublín
El Teatro Olympia  (en inglés: Olympia Theatre ) es una sala de conciertos y sede teatral en la ciudad de Dublín, la capital del país europeo de Irlanda, situado en la calle Dame. Inaugurado como la Sala musical 'La Estrella de Erin' en 1879 y luego fue renombrado Sala musical de Dan Lowery en 1881, y finalmente se le dio el nombre de El Teatro Olympia en 1923. Funcionó con éxito durante muchos años hasta noviembre de 1974, cuando se vio obligado para cerrar por daños estructurales.
El teatro fue restaurado y redecorado, permitiendo que se volviese a abrir el 14 de marzo de 1977. En noviembre de 2004, un camión que daba marcha atrás en Dame Street, se estrelló en la parte delantera del teatro generando daños al edificio.